# Jürgen Haase
Jürgen Haase   (Friedersdorf, 19 de gener de 1945) és un atleta alemany, especialista en curses de fons, que va competir sota bandera de la República Democràtica Alemanya durant les dècades de 1960 i 1970.
El 1968 va prendre part en els Jocs Olímpics d'Estiu de Ciutat de Mèxic, on fou quinzè en la cursa dels 10.000 metres del programa d'atletisme.
En el seu palmarès destaquen tres medalles al Campionat d'Europa d'atletisme. D'or en els 10.000 metres el 1966 i 1969 i de plata, també en els 10.000 metres, el 1971.
A nivell nacional es proclamà campió de la República Democràtica Alemanya dels 5.000 metres el 1969; dels 10.000 metres el 1965, 1966, 1968, 1970, 1972 i 1973 i de cros el 1967, 1968, 1969 i 1972.
El 21 de juliol de 1968 va establir el rècord europeu dels 10.000 metres amb un temps de 28'04,4". Va millorar el rècord de la República Democràtica Alemanya dels 10.000 metres tres vegades, fins a situar-lo en 27' 53,36" (10 d'agost de 1971), sent el primer atleta alemany en baixar dels 28' en aquesta distància.

## Millors marques
- 1.500 metres. 3'39.1" (1971)
- 5.000 metres. 13'29.04" (1972)
- 10.000 metres. 27' 53,36" (1971)[6][1]